# Indra (stacja kolejowa)
Indra (ros. Индра) – stacja kolejowa w miejscowości Indra, w gminie Krasław, na Łotwie. Położona jest na linii Witebsk – Dyneburg.
Jest to jedyna łotewska stacja graniczna na granicy z Białorusią. Stacją graniczną po stronie białoruskiej jest Bihosawa.

## Historia
Stacja została otwarta w XIX w. na drodze żelaznej dynebursko-witebskiej, pomiędzy stacjami Baltyń i Georginowo. Początkowo nosiła nazwę Balbinowo (łot. Baļbinova). W okresie międzywojennym nosiła już obecną nazwę.
Po I wojnie światowej została łotewską stacją graniczną na granicy z Związkiem Sowieckim. Ze stacji odchodziła wówczas bocznica do pobliskiego Przydrujska, obecnie nieistniejąca. Po II wojnie światowej i aneksji Łotwy przez ZSRR, stacja utraciła nadgraniczny charakter, by ponownie stać się stacją graniczną po rozpadzie ZSRR.